# Olšany (okres Vyškov)
Obec Olšany se nachází v okrese Vyškov v Jihomoravském kraji. Žije zde 647 obyvatel. K roku 2011 zde stálo asi 232 domů a 70 chat, přičemž asi třetina domů slouží pouze k sezónnímu osídlení jako chalupy. Na kraji Olšan leží Statek Olšany.

## Historie
První písemná zmínka o obci pochází z roku 1713. V matrice 12802 farnosti Luleč - díl sňatky je však evidován ke dni 6. 5. 1691 sňatek Anny, dcery Jana Novotného z Olšan.

## Obyvatelstvo

### Struktura
V obci k počátku roku 2016 žilo celkem 590  obyvatel. Z nich bylo 303  mužů a 287 žen. Průměrný věk obyvatel obce dosahoval 39 let. Dle Sčítání lidu, domů a bytů provedeném v roce 2011, kdy v obci žilo 544  lidí. Nejvíce z nich bylo (18,9%) obyvatel ve věku od 0 do 14  let. Děti do 14 let věku tvořily 18,9% obyvatel a senioři nad 70 let úhrnem 6,1%. Z celkem 441  občanů obce starších 15 let mělo vzdělání 39,5% střední vč. vyučení (bez maturity). Počet vysokoškoláků dosahoval 11,3% a bez vzdělání bylo naopak 1,4% obyvatel. Z cenzu dále vyplývá, že ve městě žilo 266 ekonomicky aktivních občanů. Celkem 89,8% z nich se řadilo mezi zaměstnané, z nichž 69,2% patřilo mezi zaměstnance, 3% k zaměstnavatelům a zbytek pracoval na vlastní účet. Oproti tomu celých 48,2% občanů nebylo ekonomicky aktivní (to jsou například nepracující důchodci či žáci, studenti nebo učni) a zbytek svou ekonomickou aktivitu uvést nechtěl. Úhrnem 246 obyvatel obce (což je 45,2%), se hlásilo k české národnosti. Dále 148 obyvatel bylo Moravanů a 2 Slováků. Celých 245 obyvatel obce však svou národnost neuvedlo.
Vývoj počtu obyvatel za celou obec i za jeho jednotlivé části uvádí tabulka níže, ve které se zobrazuje i příslušnost jednotlivých částí k obci či následné odtržení.
| Místní části (rok přičlenění k obci) | Místní části (rok přičlenění k obci) | 1791 | 1834 | 1869 | 1880 | 1890 | 1900 | 1910 | 1921 | 1930 | 1950 | 1961 | 1970 | 1980 | 1991 | 2001 | 2011 |
| ------------------------------------ | ------------------------------------ | ---- | ---- | ---- | ---- | ---- | ---- | ---- | ---- | ---- | ---- | ---- | ---- | ---- | ---- | ---- | ---- |
| Počet obyvatel                       | část Olšany                          | 253  | 342  | 410  | 424  | 485  | 508  | 538  | 553  | 540  | 467  | 497  | 476  | 442  | 438  | 437  | 544  |
| Počet obyvatel                       | část Habrovany (1961 - 1990)         |      |      |      |      |      |      |      |      |      |      | 939  | 818  | 783  |      |      |      |
| Počet obyvatel                       | celá obec                            | 253  | 342  | 410  | 424  | 485  | 508  | 538  | 553  | 540  | 467  | 1436 | 1294 | 1225 | 438  | 437  | 544  |
| Počet domů                           | část Olšany                          | 39   | 49   | 58   | 68   | 71   | 80   | 102  | 110  | 124  | 153  | 154  | 147  | 141  | 173  | 189  | 221  |
| Počet domů                           | část Habrovany                       |      |      |      |      |      |      |      |      |      |      | 231  | 239  | 223  |      |      |      |
| Počet domů                           | celá obec                            | 39   | 49   | 58   | 68   | 71   | 80   | 102  | 110  | 124  | 153  | 386  | 386  | 364  | 173  | 189  | 221  |

## Pamětihodnosti
- Kaple sv. Jana Křtitele z roku 1886
- Památník obětem válek
- bývalá Farma Bolka Polívky

## Galerie

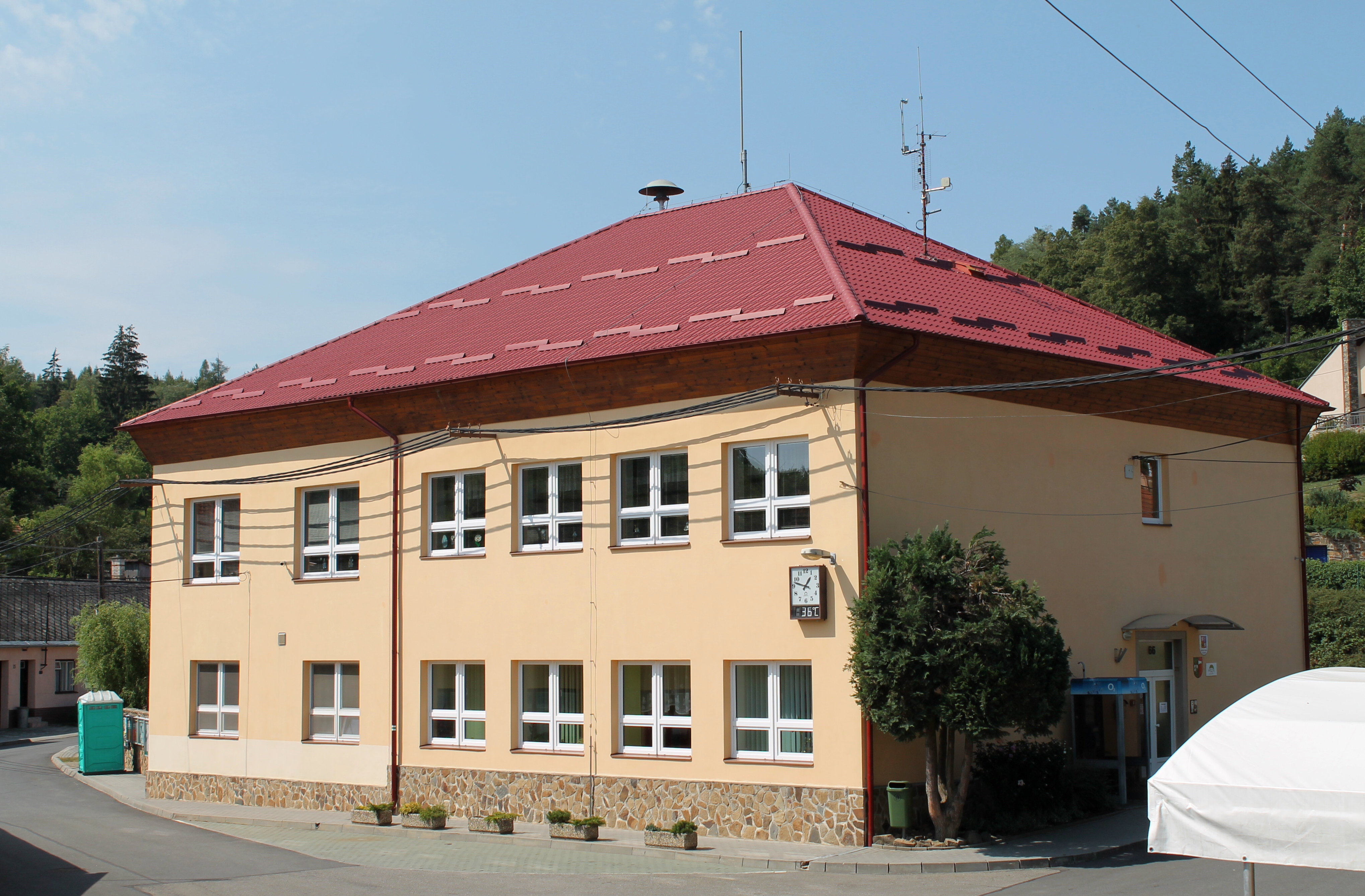
Obecní úřad
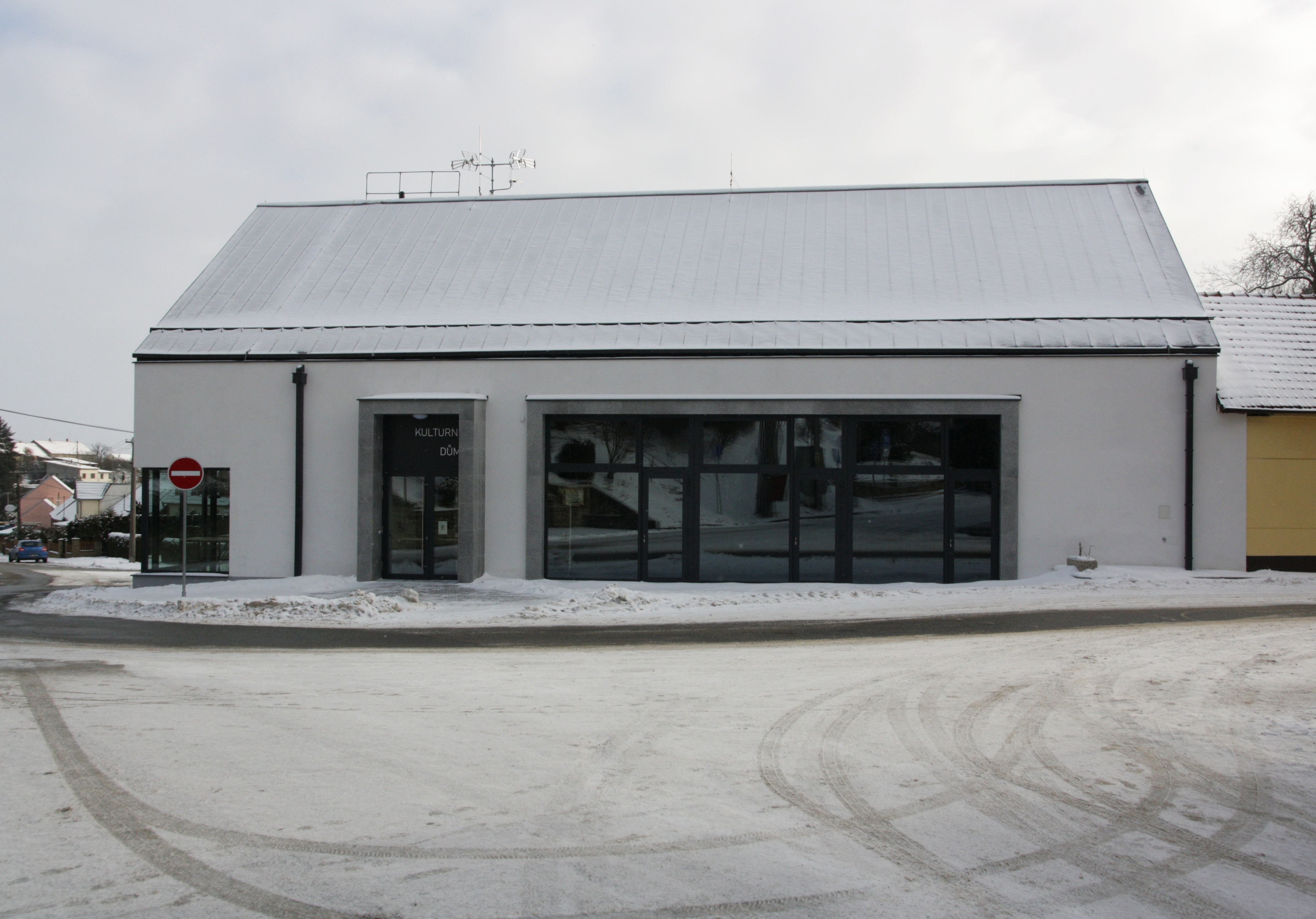
kulturní dům
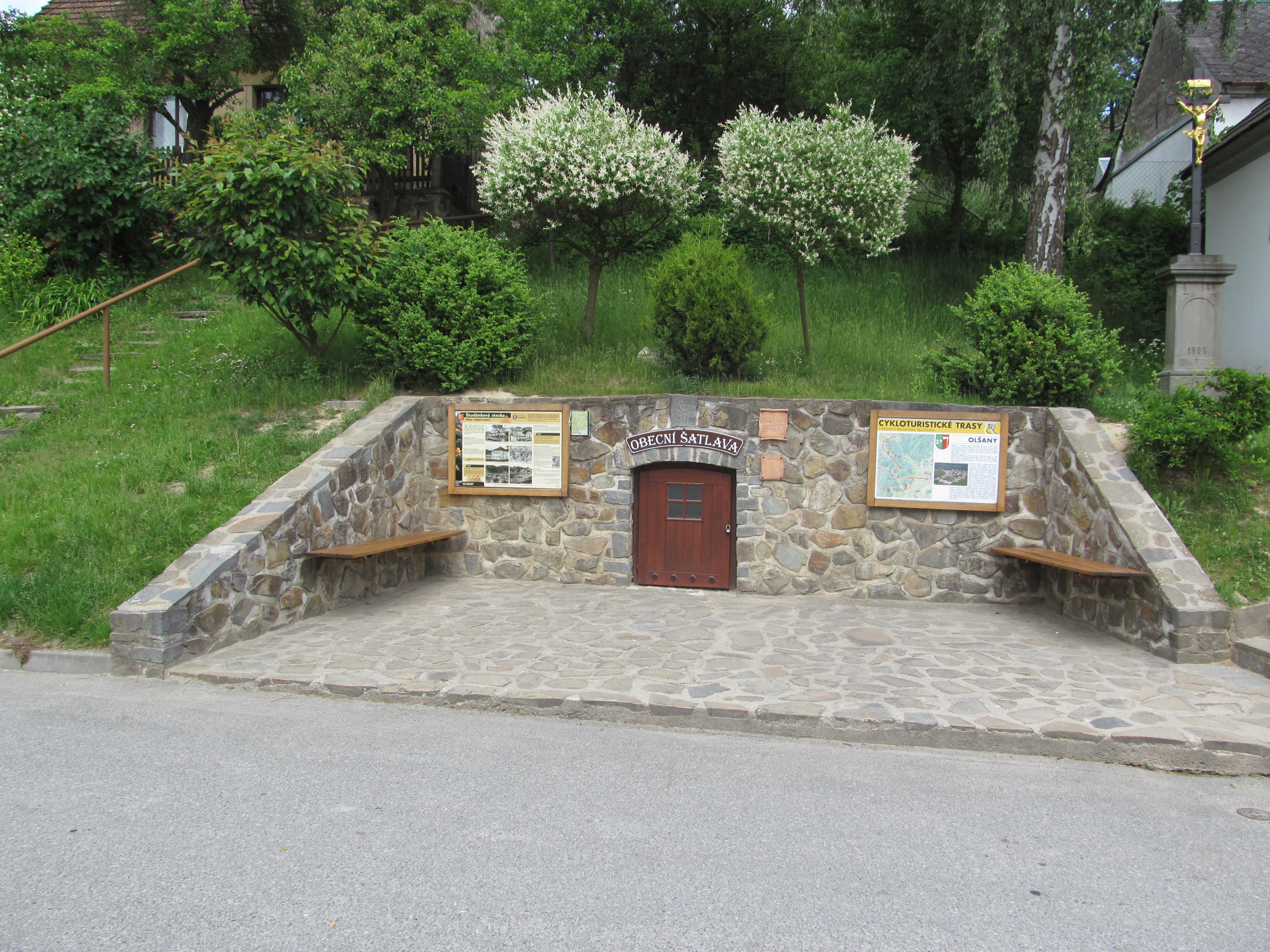
Obecní šatlava
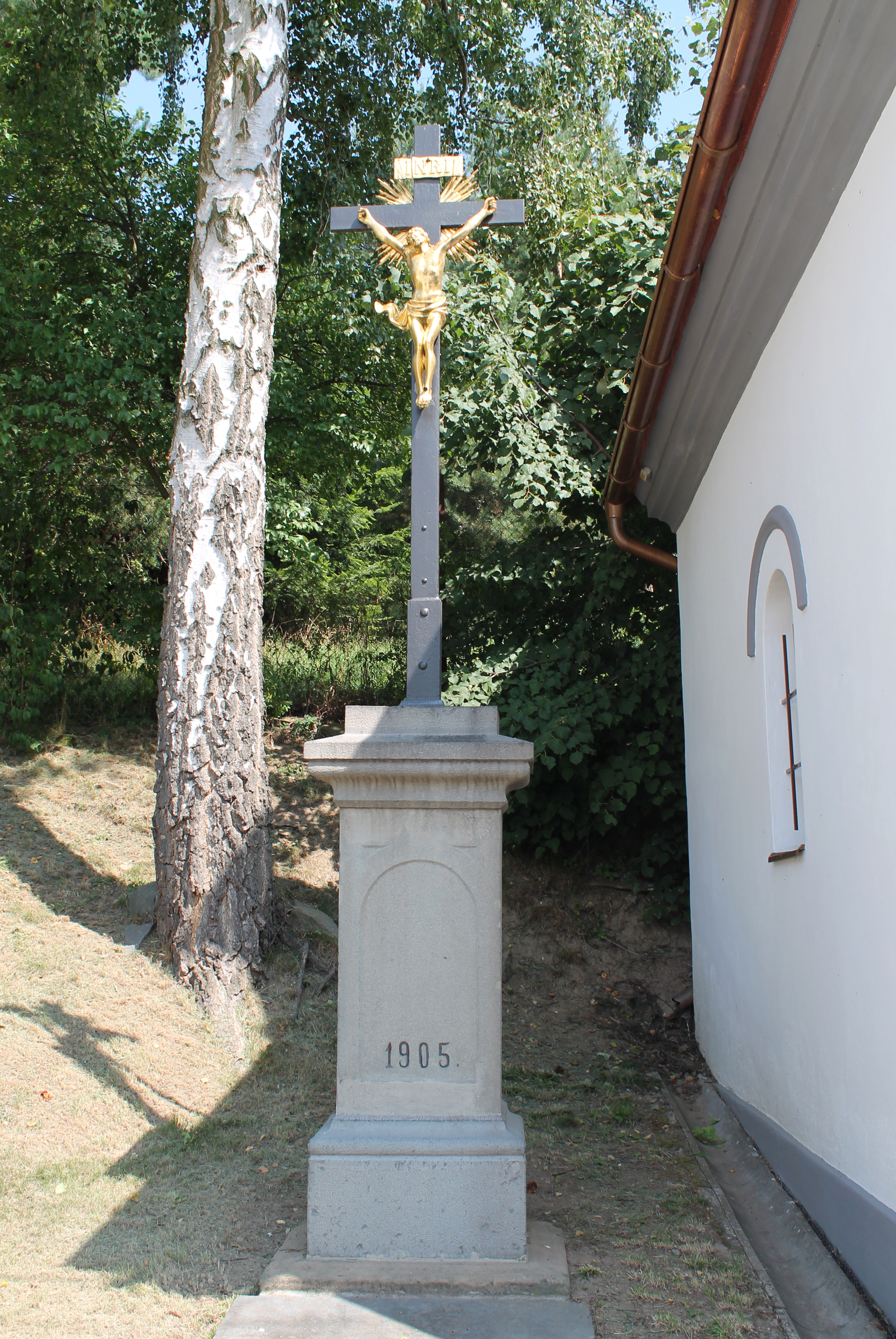
Kříž u kaple
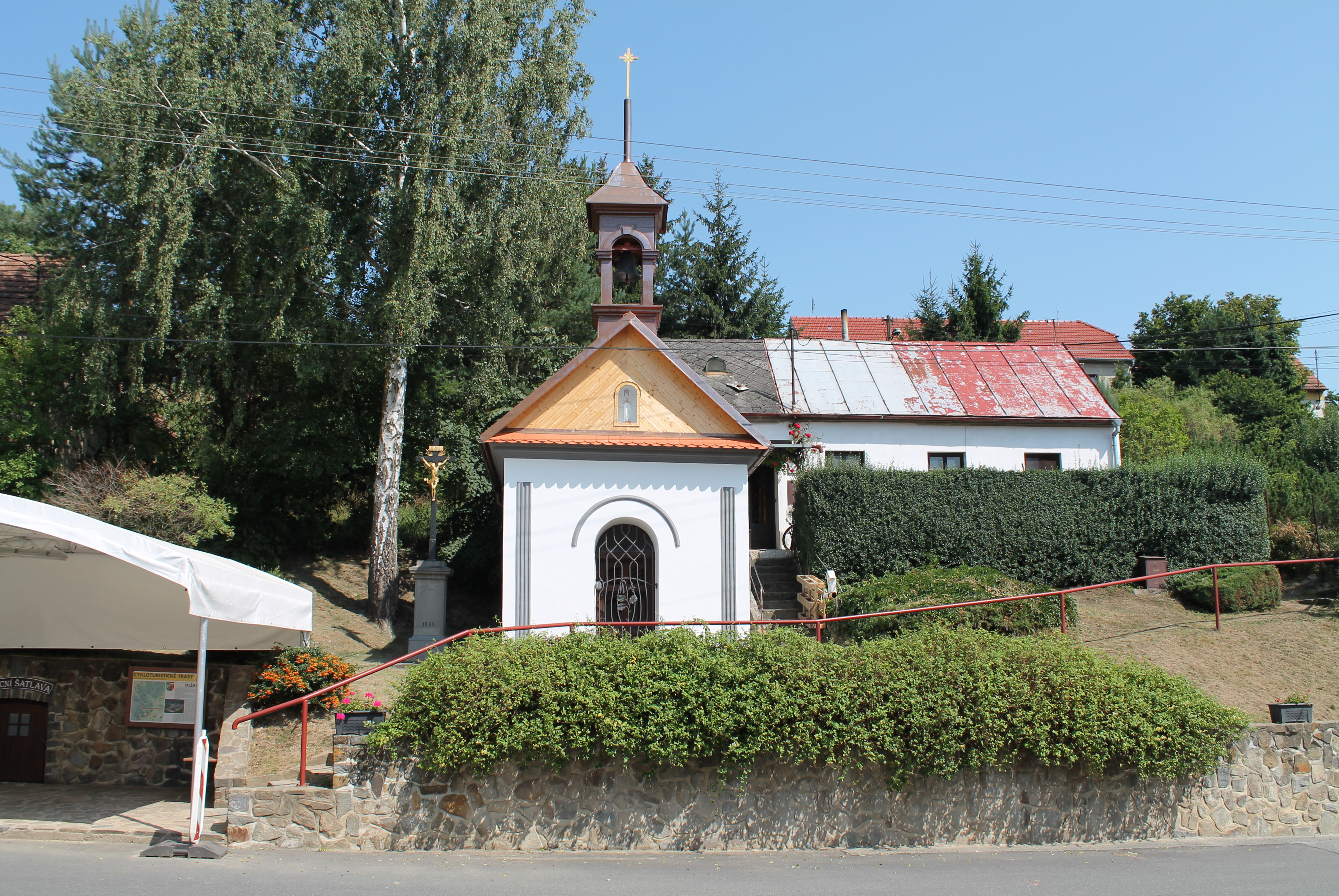
Kaple svatého Jana Křtitele